# École nationale de voile et des sports nautiques
L’école nationale de voile et des sports nautiques (ENVSN) est un établissement public national, placé sous la tutelle du Ministère chargé des Sports. Cette infrastructure contribue au développement de la voile et du nautisme et a pour vocation, d'après le code du sport, de former et d'accompagner les cadres des activités nautiques et sportives du loisir jusqu'à la compétition, mais aussi de contribuer à l'entraînement des sportifs de haut niveau et équipes de France de voile.
L'école a également pour mission de développer la recherche appliquée dans les domaines de la performance sportive et de l'ingénierie de formation. Ainsi, l'ENVSN est le lieu où s'entraînent les athlètes de haut niveau des fédérations nautiques tout au long de l’année. Dans cette optique, elle soutient les politiques sportives de ces fédérations.

## Histoire

### Origines
Le commandant M. Rocq (1889-1946) crée en 1935, dans le fort de Socoa sur la commune de Ciboure près de Saint-Jean-de-Luz, la première structure française spécifiquement destinée à l'enseignement de la voile dans le cadre de la navigation de plaisance. Ce principe de formation est repris en 1942 par Jean Borotra, qui est alors commissaire aux sports du gouvernement de Vichy. Il organise la création de quatre de centres de formation nautique (CFN), situés à : Annecy, Nantes, Sartrouville et Socoa. En 1943 la direction de l'éducation physique et des sports, du ministère de l'Éducation nationale, nomme M. Rocq inspecteur des CFN, il occupera ce poste jusqu'à sa mort en 1946,.

### Création de l'École nationale de voile (ÉNV)
La création officielle de l'École nationale de voile (ÉNV) est actée par la publication, au journal officiel du 10 janvier 1970, du décret no 70-20 du 5 janvier 1970, signé par le Premier ministre Jacques Chaban-Delmas,.

## Description

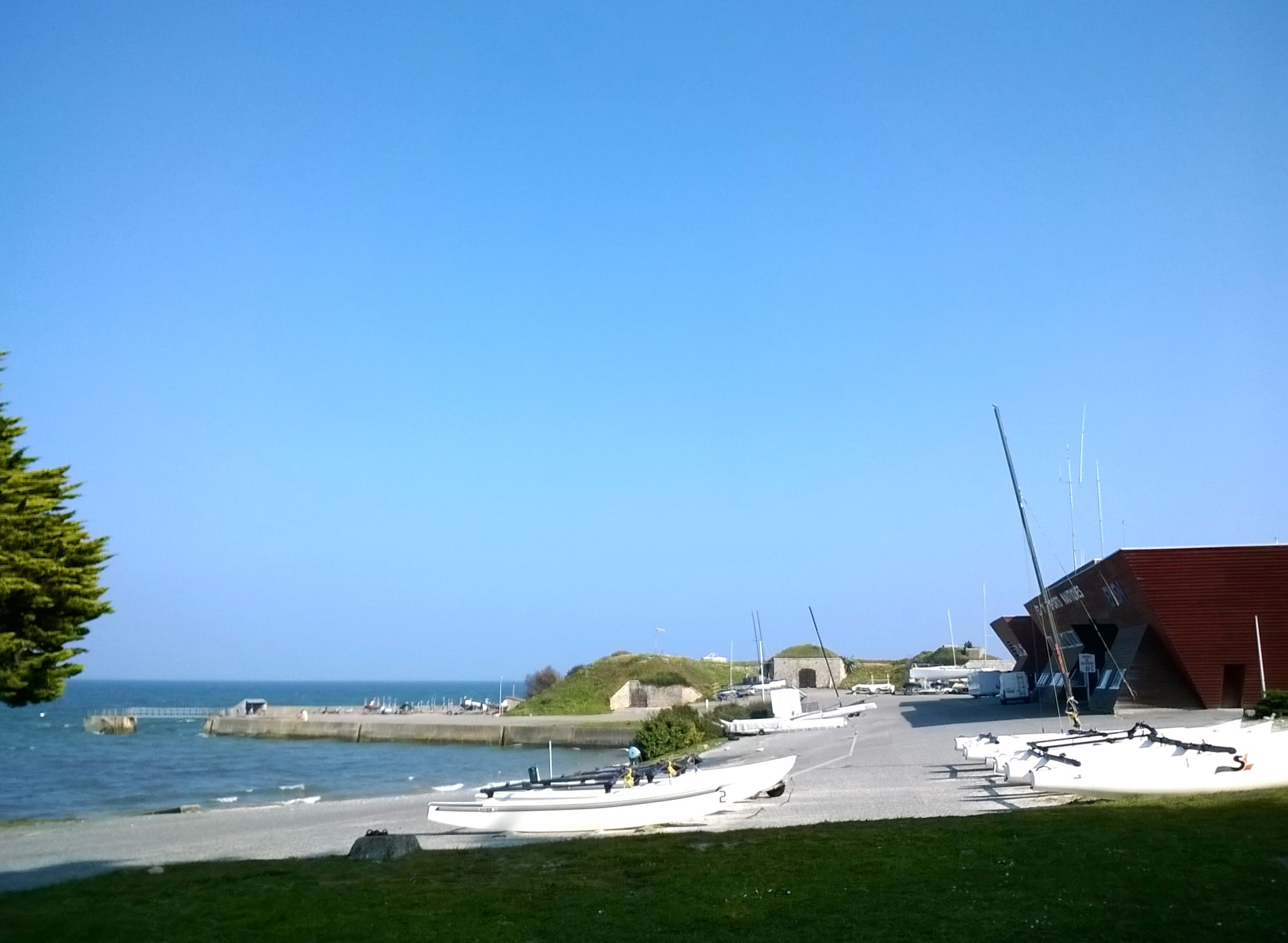
Installations de l'école.

L'école est située sur la presqu'île de Quiberon, sur la commune de Saint-Pierre-Quiberon (Morbihan). L'ENVSN dispose d'un parc de 7 hectares, avec 10 000 m2 de bâtiments destinés au nautisme et d'une centaine de supports nautiques.

### Activités
En plus d'être un établissement public de formation et un pôle d'entraînement de haut niveau, l'ENVSN met à disposition ses installations techniques et d'accueil pour l’organisation de colloques, de séminaires, d'évènements sportifs, mais aussi de stages d'entraînement.
L'école dispose de différents bateaux, catamarans de sports, dériveurs et possède le Pen Duick II (acheté à Éric Tabarly en 1966) mis à disposition de l'Association Eric Tabarly (Cité de la voile) en 2018.

### Accueil du public
L'école accueille différents organismes et groupes tout au long de l'année : des particuliers, lors de stages météo et sécurité, des groupes sportifs, des partenaires fédéraux (FF Voile – FF Vol Libre – FF Surf – FF Handisport – FF Randonnée – FF Char à Voile – FF Canoë Kayak) et des équipes sportives françaises et étrangères lors de stages d'entraînement ou pour des événements sportifs
Pour l'accueil de ces stagiaires, l'ENVSN dispose d'une capacité d’hébergement de 138 lits et d'un site donnant accès à des parkings pour bateaux et containers. Le site comprend également un restaurant et une cafétéria avec vue sur mer.
| Période        | Période       | Identité                        | Étiquette | Qualité |
| -------------- | ------------- | ------------------------------- | --------- | ------- |
| 1968           | 1976          | Joseph Chartois                 |           |         |
| septembre 1976 | mars 1983     | Max Gombert                     |           |         |
| mars 1983      | août 1991     | Pierre Saint-Marty              |           |         |
| septembre 1991 | décembre 1998 | Jacques Thiolat                 |           |         |
| janvier 1999   | mars 1999     | Michel Kourbatoff par intérim   |           |         |
| mars 1999      | août 2005     | Yannick Barillet                |           |         |
| septembre 2005 | août 2008     | Christophe Debove               |           |         |
| septembre 2008 | décembre 2009 | Serge Agreke                    |           |         |
| janvier 2010   | février 2010  | Jean-Yves Le Déroff par intérim |           |         |
| mars 2010      | juin 2013     | Jean-Léopold Coppé              |           |         |
| juillet 2013   | juin 2016     | Isabelle Eynaudi                |           |         |
| juillet 2016   | juin 2020     | Jean-Yves Le Déroff             |           |         |
| juillet 2020   | En cours      | Alex Cornu                      |           |         |